# Deep Cuts, Volume 1 (1973–1976)
A Deep Cuts, Volume 1 (1973–1976) a brit Queen rockegyüttes válogatásalbuma, melyet 2011. március 14-én adott ki az Island Records. Az album 14 olyan dalt tartalmaz az együttes 1973 és 1976 között megjelent első öt stúdióalbumáról, amelyek nem a legnagyobb slágerei a Queennek.

## Az album dalai
1. Ogre Battle
2. Stone Cold Crazy
3. My Fairy King
4. I’m in Love with My Car
5. Keep Yourself Alive
6. Long Away
7. The Millionaire Waltz
8. ’39
9. Tenement Funster
10. Flick of the Wrist
11. Lily of the Valley
12. Good Company
13. The March of the Black Queen
14. In the Lap of the Gods...Revisited